# 蒲郡郵便局

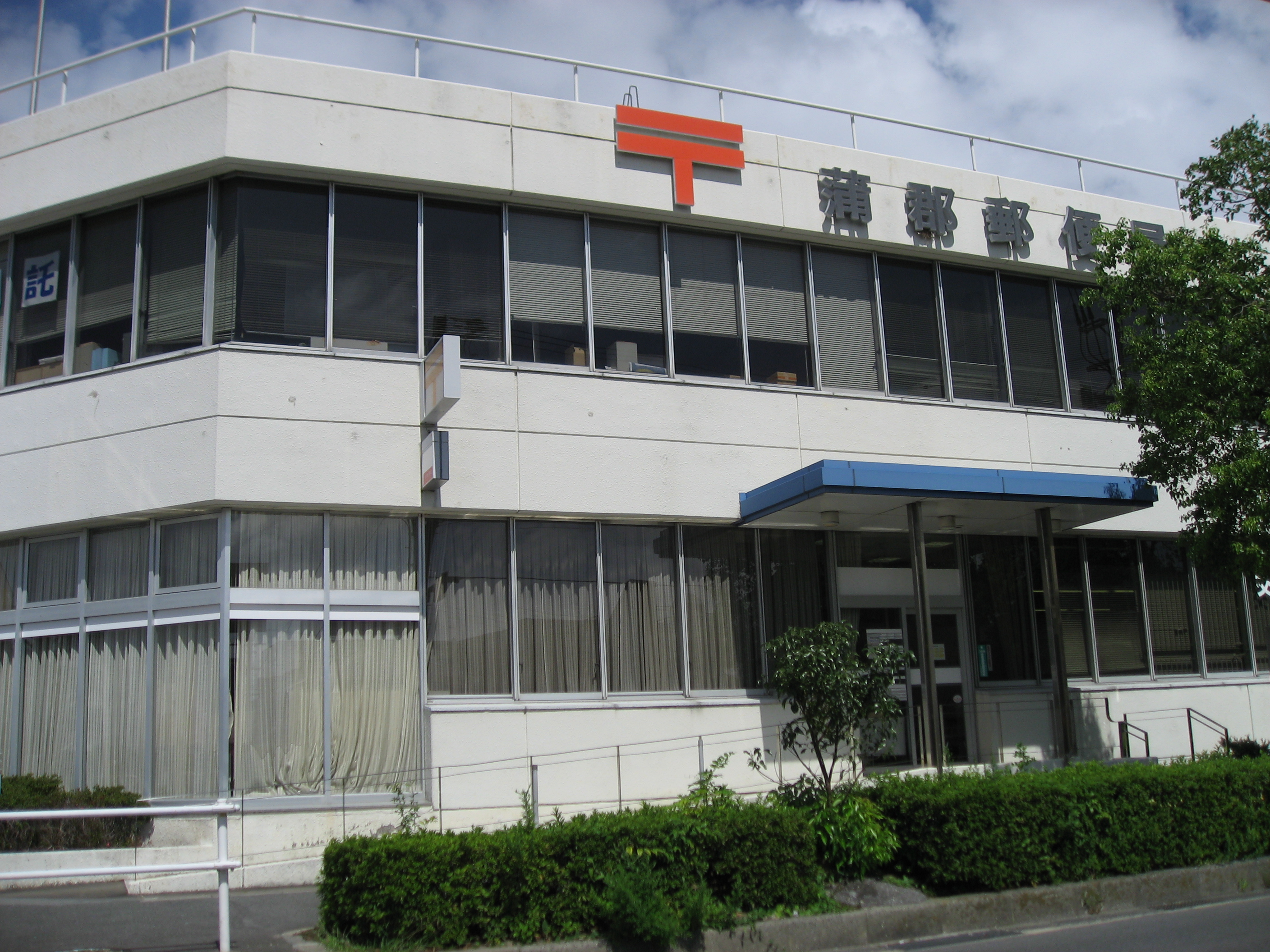
民営化前の蒲郡郵便局

蒲郡郵便局（がまごおりゆうびんきょく）は、愛知県蒲郡市港町16-18にある郵便局。民営化前の分類では集配普通郵便局であった。局番号は21049。

## 概要

### 住所
- 〒443-8799：愛知県蒲郡市港町16-18

### 出張所（局外ATM）
民営化後は、ゆうちょ銀行名古屋支店の管轄となった。
- ラグーナ蒲郡内出張所：通常払込み（郵便振替）の取扱は不可。 硬貨預入・払戻は不可。
  - 〒443-0014：愛知県蒲郡市海陽町2-1（ラグーナフェスティバルマーケット1階、東側出入口脇）

## 沿革
- 1873年（明治6年）6月28日 - 西郡（にしのごおり）郵便取扱所として開設[1]。
- 1875年（明治8年）1月1日 - 西郡郵便局（五等）となる[1]。
- 1879年（明治12年）3月11日 - 蒲郡郵便局に改称[1]。
- 1883年（明治16年）3月16日 - 為替・貯金取扱を開始[1]。
- 1902年（明治35年）8月20日 - 蒲郡郵便電信局（三等）に改称[2]。
- 1903年（明治36年）4月1日 - 通信官署官制の施行に伴い蒲郡郵便局（三等）となる[3]。
- 1945年（昭和20年）6月1日 - 特定郵便局から普通郵便局に局種別改定[4]。
- 1955年（昭和30年）7月1日 - 三谷郵便局から集配業務を移管[5]。
- 1956年（昭和31年）9月21日 - 電話通話および和文電報受付事務の取扱を開始。
- 1962年（昭和37年）3月19日 - 蒲郡市蒲郡町から、同市府相町に局舎を新築、移転。
- 1977年（昭和52年）11月7日 - 蒲郡市府相町から、同市港町に移転。
- 1999年（平成11年） - 外国通貨の両替および旅行小切手の売買に関する業務取扱を開始。
- 2002年（平成14年）5月16日 - ラグーナ蒲郡内出張所（ATM）を設置。
- 2006年（平成18年）10月1日 - 形原郵便局（〒443-0199）から集配業務を移管[6]。
- 2007年（平成19年）10月1日 - 民営化に伴い、併設された郵便事業蒲郡支店に一部業務を移管。
- 2012年（平成24年）10月1日 - 日本郵便株式会社の発足に伴い、郵便事業蒲郡支店を蒲郡郵便局に統合。

## 取扱内容
- 郵便、印紙、ゆうパック、内容証明
- 貯金、為替、振替、振込、国際送金、外貨両替・トラベラーズチェック、国債、投資信託
- 生命保険、バイク自賠責保険、自動車保険、変額年金保険
- ゆうちょ銀行ATM
- 蒲郡市内全域（〒443-00xx、443-01xx）の集配業務
- ゆうゆう窓口

## 周辺
- 蒲郡市民会館
- 蒲郡市博物館
- 蒲郡警察署蒲郡駅前交番
- 蒲郡商工会議所
- 豊川公共職業安定所蒲郡出張所（ハローワーク蒲郡）
- 生命の海科学館
- 竹島水族館
- 蒲郡フェリーターミナル
- アピタ蒲郡店
- エディオン蒲郡店
- ユニクロ蒲郡店
- 国道23号

## アクセス
- JR東海道本線、名鉄蒲郡線 蒲郡駅から徒歩で約5分。
- 名鉄バス「港町」停留所下車。
- 東名高速道路 音羽蒲郡ICから南西へ約10km（三河湾オレンジロード経由）。
- 駐車場あり：16台。